# Tonko Gazzari
Tonko (Čonći) Gazzari (1912. − 1996.) bio je hrvatski plivač, državni reprezentativac i rekorder. Važio je kao fanatik plivačkog športa. 

## Životopis
Rodio se je 1912. godine u plemićkoj obitelji s Hvara. Bio je članom splitskog plivačkog kluba Jadrana od 1927. do 1948. godine. Sve do drugog svjetskog rata bio je jedan od najboljih i najpoznatijih hrvatskih plivača leđnog i slobodnog stila.
1931. je godine postao državni prvak u plivanju leđnim stilom na 100 m. 1934. godine isplivao je jedan od najboljih svjetskih rezultata na 50 m leđno, samo 2 desetinke slabije od ondašnjeg svjetskog rekorda. Natjecao se i u disciplini 200 m leđno. Sudjelovao je na Olimpijskim igrama u Berlinu 1936. u štafeti 4x200 m slobodno u kojoj su još bili Zmaj Defilipis, Tone Cerer i Draško Vilfan. 
Diplomirao je na Agronomskom fakultetu u Zagrebu.